# 조지 다우네임
조지 다우네임(George Downame, 1566년 - 1634년)은 엘리자베스 1세와 제임스 1세 (잉글랜드)의 채플린이었다고 전해진다. 그는 데리 지방의 주교였다.
그의 신앙은 얼스터에 정착한 스코틀랜드 장로교인과 동일하였다. 그는 로마 가톨릭교회에 대한 관용에 반대하였다.
그는 그리스도의 능동적 순종 교리에 대하여 존 칼빈의 신학의 글과 일치한다고 주장하였다.

## 저서
- A Treatise of Justification (London: Felix Kyngston,1634)